# 妹屋本舖
妹屋本舖（日语：／）是專門售賣偶像商品的線上商店。它以前曾設有實體店，其位於東京都秋葉原千代田區外神田3-14-9的第26東樓3樓，面向中央通。
實體店於2006年7月20日開張，為日本首間專門售賣年少偶像產品的商店。店內設計以學校教室為主題。部分年少偶像會在週末到訪該店，開辦活動。
2015年2月1日實體店正式結業，全面改以線上方式營運。有報導認為《兒童買春、兒童色情關係行為等規制及處罰並兒童保護等相關法律》在2014年6月修改後，對其業務構成重大影響。

## 外部連結
- アイドルショップ「おいも屋本舗」
- おいも屋店員P的X（前Twitter）
- おいも屋通販・イベント・撮影会情報的X（前Twitter）